# Zwischenfall im Schwarzen Meer 1986
Der Zwischenfall im Schwarzen Meer 1986 war ein Zwischenfall zwischen der US Navy und der sowjetischen Marine im Schwarzen Meer.
Der Lenkwaffenkreuzer Yorktown und der Zerstörer Caron drangen am 13. März 1986 für rund zwei Stunden in sowjetische Hoheitsgewässer südlich der Halbinsel Krim ein. Sie wurden von der Fregatte Ladny gestellt, weigerten sich aber, abzudrehen.
Die Vereinigten Staaten beriefen sich auf das Recht der friedlichen Durchfahrt. Die Schiffe waren mit technischen Aufklärungsgeräten der National Security Agency ausgestattet.